# Goyder
Goyder är en region i Australien. Den ligger i delstaten South Australia, omkring 140 kilometer norr om delstatshuvudstaden Adelaide. Antalet invånare är 4 239.
Följande samhällen finns i Goyder:
- Burra
- Eudunda
- Hampden
- Point Pass
- Robertstown
- Sutherlands
- Booborowie
- Hallett
- Terowie
- Leighton

Trakten runt Goyder består till största delen av jordbruksmark. Trakten runt Goyder är nära nog obefolkad, med mindre än två invånare per kvadratkilometer. Genomsnittlig årsnederbörd är 315 millimeter. Den regnigaste månaden är februari, med i genomsnitt 60 mm nederbörd, och den torraste är oktober, med 4 mm nederbörd.